# Clidemia bernardii
Clidemia bernardii är en tvåhjärtbladig växtart som beskrevs av John Julius Wurdack. Clidemia bernardii ingår i släktet Clidemia och familjen Melastomataceae. Inga underarter finns listade i Catalogue of Life.